# 2923 Шулер
2923 Шулер (2923 Schuyler) — астероїд головного поясу, відкритий 22 лютого 1977 року.
Тіссеранів параметр щодо Юпітера — 3,480.